# 梯状福寿螺
梯状福寿螺（学名：Pomacea scalaris），是中腹足目苹果螺科Pomacea属的一种。主要分布于台湾，常栖息在湖沼、池塘、沟渠等静水水域。